# Gobiconodon
Genre
Espèces de rang inférieur
- voir tableau

Synonymes
- † Guchinodon hoburensis Trofimov, 1978
- † Neoconodon borissiaki (nomen nudum)

Gobiconodon est un genre éteint de mammifères eutriconodontes. Il est classé dans la famille des gobiconodontidés et parfois dans le clade des gobiconodontes. Ce sont des animaux carnivores, ayant vécu au Crétacé inférieur, parmi les plus grands mammifères du Mésozoïque. Leur distribution géographique est étendue : Asie, Amérique du Nord, Afrique du Nord et Europe.
L'espèce type est G. borissiaki, découverte en Mongolie dans la formation géologique de Dzunbain, et décrite en 1978 par B. A. Trofimov.

## Description

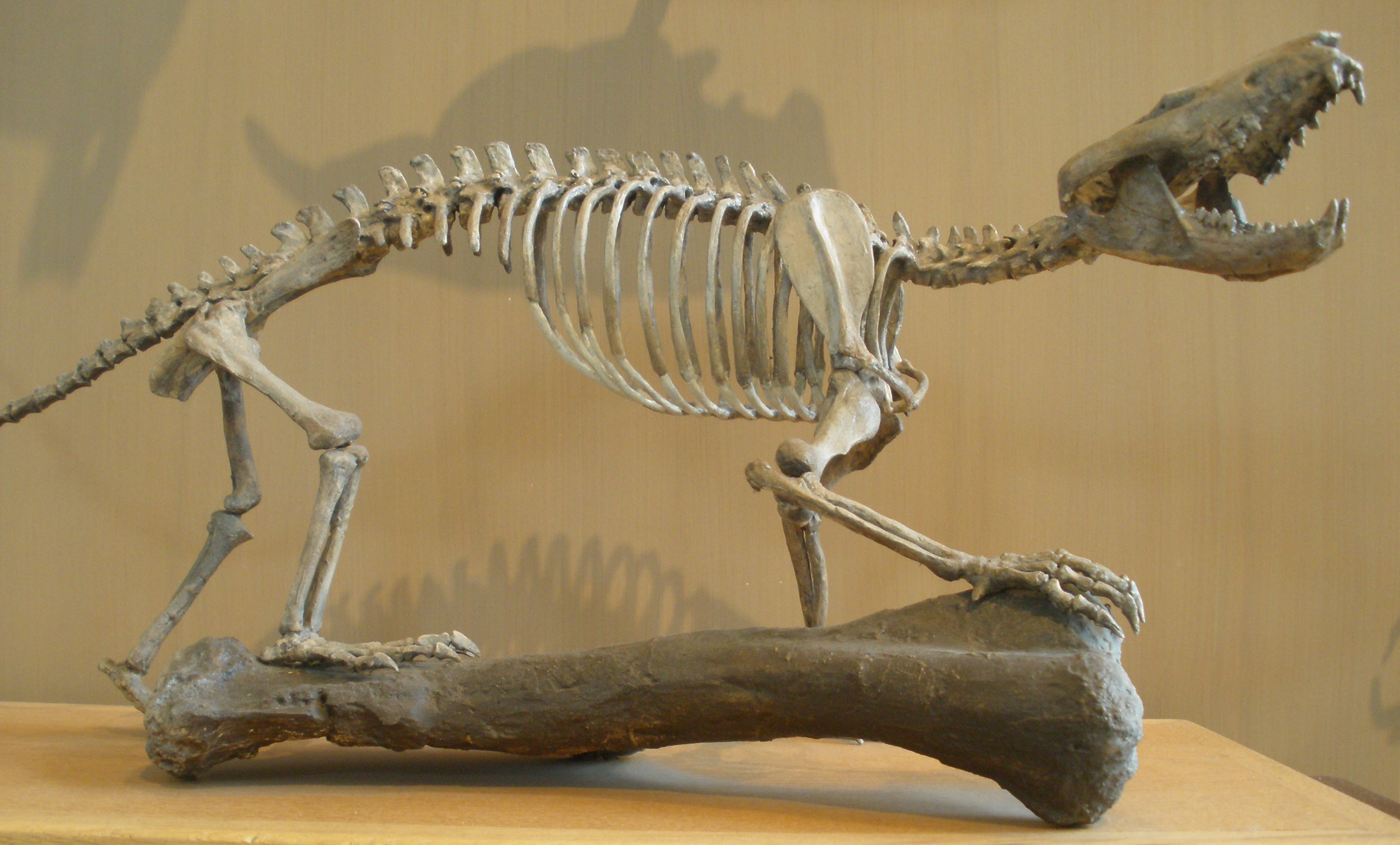
Squelette de Gobiconodon ostromi.

Les différentes espèces de Gobicodon mesurent entre 46 et 51 centimètres pour une masse entre 4,5 et 5,4 kg. Comme les autres gobiconodontidés, il montre plusieurs adaptations liées à son régime alimentaire carnivore : de puissantes mâchoires qui portent des molaires cisaillantes et des premières incisives inférieures en forme de grandes canines, ainsi que des membres antérieures à forte musculature qui indiquent qu'ils se nourrissaient probablement de proies vertébrées. Comme son proche parent de plus grande taille, le genre Repenomamus, il pourrait être charognard.

## Liste des espèces
| Espèces                     | Fossiles                                                                                                 | Âge                      | Situation        | Unité                               | Notes                                                             |
| --------------------------- | --- | ------------------------ | ---------------- | ----------------------------------- | ----------------------------------------------------------------- |
| G. borissiaki (espèce type) | 10 mâchoires inférieures et supérieures et 3 mâchoires inférieures et supérieures Holotype : PIN 3101/09 | Aptien - Albien          | Mongolie         | Bancs de Khoboor                    | Neoconodon est un synonyme.                                       |
| G. borissiaki (espèce type) | 1 mandibule fragmentaire                                                                                 | Néocomien - Albien       | Russie           | Sibérie                             |                                                                   |
| G. hoburensis               | 21 mâchoires inférieures et supérieures. Holotype: PIN 3101/24                                           | Aptien - Albien          | Mongolie Russie  | Bancs de Khoboor ; Sibérie          | Guchinodon hoburensis est un synonyme. Le plus petit Gobiconodon. |
| G. hopsoni                  | 2 mâchoires inférieures et supérieures. (PSS-MAE 140 (Holotype) & PSS-MAE 139)                           | ?Valanginien - Néocomien | Mongolie         | Formation d'Oshih                   | Le plus grand Gobiconodon.                                        |
| G. palaios                  | | ?Berriasien              | Maroc            | Anoual                              |                                                                   |
| Gobiconodon sp.             | 2 mandibules fragmentaires                                                                               | ?Valanginien - Néocomien | Mongolie         | Formation d'Oshih                   |                                                                   |
| G. sp. A                    | | Crétacé inférieur        | Russie           | Formation d'Ilek                    |                                                                   |
| G. sp. B                    | | Crétacé inférieur        | Russie           | Formation d'Ilek                    |                                                                   |
| G. luoianus                 | Crâne presque complet (41H III-0320 (Holotype))                                                          | Aptien                   | Chine (Liaoning) | Formation d'Yixian (Biote de Jehol) |                                                                   |
| G. ostromi                  | 2 squelettes incomplets (MCZ 19965 (Holotype) & MCZ 19860)                                               | Aptien - Albien          | USA (Montana)    | Formation de Cloverly               |                                                                   |
| G. zofiae                   | Crâne partiel et mandibule (IVPP V12585 (Holotype))                                                      | Hauterivien              | Chine (Liaoning) | Formation d'Yixian (Biote de Jehol) |                                                                   |
| G. bathoniensis             | 2 molaires supérieures gauche et la dernière molaire supérieure droite                                   | Bathonien                | UK               | Old Cements Work Quarry             |                                                                   |

## Classification
L'analyse phylogénétique réalisée par Thomas Martin et ses collègues en 2015, place Gobiconodon en groupe frère de Repenomamus dans la famille des gobiconodontidés  dont ils sont les deux seuls membres. Cette famille est rattachée directement à l'ordre des eutriconodontes.